# Frontière entre la Bolivie et le Paraguay
La frontière entre la Bolivie et le Paraguay est la frontière séparant la Bolivie et le Paraguay d'une longueur de 750 km. Elle est matérialisée par 11 bornes (Hito I à Hito X puis Hito tripartite).

Les bornes I à X sont reliées entre elles par des lignes droites, la borne X est reliée à la borne tripartite par un cours d'eau.

La plupart des bornes ont reçu un nom, et se trouvent à proximité d'un détachement militaire du côté Uruguayen. 

En vert, les territoires perdus par la Bolivie au profit du Paraguay en 1935.

La fixation de la frontière est le résultat de la guerre du Chaco (1932 - 1935).